# ماساشي أوغورو
ماساشي أوغورو (باليابانية: 大黒将志) (مواليد 4 مايو 1980 في تويوناكا) لاعب كرة قدم ياباني دولي يجيد اللعب في مركز الهجوم . يلعب حاليا لصالح نادي طوكيو الياباني منذ سنة 2010 .

## روابط خارجية
- ماساشي أوغورو على موقع الاتحاد الدولي (مؤرشف)  (الإنجليزية)
- ماساشي أوغورو على موقع رابطة كرة القدم اليابانية للمحترفين (اليابانية)
- ماساشي أوغورو على موقع رابطة كرة القدم الفرنسية للمحترفين (الإنجليزية)
- ماساشي أوغورو على موقع قاعدة بيانات كرة القدم.إي يو (الإنجليزية)
- ماساشي أوغورو على موقع ناشيونال فوتبول تيمز (الإنجليزية)
- ماساشي أوغورو على موقع Soccerbase.com (لاعب) (الإنجليزية)
- ماساشي أوغورو على موقع Soccerway.com (الإنجليزية)
- ماساشي أوغورو على موقع عالم كرة القدم.نت (الإنجليزية)